# 31113 Сталл
31113 Сталл (31113 Stull) — астероїд головного поясу, відкритий 19 серпня 1997 року.
Тіссеранів параметр щодо Юпітера — 3,540.